# Şakir Gökçebağ
Şakir Gökçebağ (* 1965 in Denizli) ist ein türkischer bildender Künstler, der seit 2001 in Hamburg lebt und arbeitet.

## Leben und Werk
Er erhielt seinen B.A., M.A. und Ph.D. an der Fakultät für Schöne Künste der Marmara-Universität. Nach seiner Promotion setzte er seine Studien mit einem DAAD-Stipendium an der Kunstakademie Düsseldorf fort. Seit 2001 lebt er in Hamburg.
Neben seinen Ausstellungen in der Türkei nahm Şakir Gökçebağ an zahlreichen internationalen Ausstellungen in ganz Europa teil, darunter im Kunsthaus Pasquart in Biel/Bienne, Schweiz, im Martin-Gropius-Bau, Berlin, im Arp Museum, Remagen; bei Sotheby’s, London; im Kunstverein Pforzheim, im Kunstverein Ludwigshafen und auf verschiedenen internationalen Kunstmessen. Er arbeitet in den Medien Installation/Skulptur, Fotografie und Zeichnung. In seinen Installationen verwendet er Alltagsgegenstände, die er neu arrangiert, kombiniert, verfremdet und dadurch ihrer ursprünglichen Funktion entzieht. Gökçebağ verwendet beispielsweise Schirme für seine fragilen Arbeiten, auch Schuhe, Toilettenpapier und Teppiche finden sich in seinen Werken wieder.

## Einzelausstellungen (Auswahl)
- 2024: Göründüğü Gibi / As It Seems, Arter (Museum für zeitgenössische Kunst), Istanbul[6][7]
- 2022/2023: Twists & Turns, Museum Ritter, Waldenbuch[8]
- 2020: Ornamenta, Kulturverein Schorndorf, Schorndorf[9]
- 2019: Familiar / Aşina, Baksi Museum, Bayburt, Türkei
- 2018: Golden Cut/Der Goldene Schnitt, Städtische Galerie Nordhorn[10]
- 2018: Things with me / Önüm Ankam Sagim Solum, Adas, Istanbul
- 2016: Reorientation, Kunstverein Ludwigshafen[11]
- 2016: Brella & Et Cetera, Kunstverein Pforzheim[12]
- 2016: Objectations, gkg – Gesellschaft für Kunst und Gestaltung, Bonn
- 2015: Think Tank, Galerist, Istanbul[13]
- 2015: Aftermade, Sariev Contemporary, Plovdiv, Bulgarien[14]
- 2014: Horizon, Anningahof, Zwolle / Niederlande
- 2013: Der, Die, Das, curated by René Block, Gallery Arsenal, Poznan, Polen[15]
- 2012: Prefix & Suffix, curated by René Block, Kunstraum TANAS, Berlin
- 2011: Bıyıkaltı, Gallery Apel, Istanbul
- 2010: Simple Present, Saarländisches Künstlerhaus, Saarbrücken
- 2010: Allreadymade, Gallery Peripherie, Tübingen
- 2009: Shared Space, Einstellungsraum, Hamburg
- 2008: Cuttemporary Art, Kunstverein Leverkusen[16]
- 2008: Following in Fluxus, Galerie Inge Baecker, Bad Münstereifel[17]
- 2004: Spuren, Kulturzentrum Marstall, Ahrensburg[18]

## Gruppenausstellungen (Auswahl)
- 2019: The Event of a Thread: Global Narratives in Textiles, Istanbul Modern[19]
- 2019: COOKBOOK’19, La Panacée, MoCo – Montpellier Contemporain[20]
- 2017: Der stinknormale Mann, Motorenhalle. Projektzentrum für zeitgenössische Kunst, Dresden[21]
- 2016: Illegibility. the contexts of script, Art Stations Foundation, Poznan, Polen[22]
- 2014: Macht.Wahn.Vision.Rapunzel & Co., Arp Museum, Bahnhof Rolandseck, Remagen[23]
- 2014: TREUDDK, Gallery Susanne Ottensen, Kopenhagen[24]
- 2014: at the Crossroads II, Sotheby’s, London
- 2013: Schnittstelle / Muster III – , Gesellschaft für Kunst und Gestaltung, Bonn
- 2013: Macht. Wahn.Vision. , Museum im Deutschhof & Kunsthalle Vogelmann, Heilbronn
- 2011: Zwölf im Zwölften, TANAS, Berlin
- 2010: Gewinn Machen, Kunsthaus Hamburg
- 2009: Taswir – Pictorial Mappings of Islam and Modernity, Martin-Gropius-Bau, Berlin
- 2007: Passion of Mankind, Summer Biennial, Lulea, Schweden

## Auszeichnungen und Stipendien
- 2020: Aufenthaltsstipendium der Künstlerresidenz Chretzeturm, Stein am Rhein[25]
- 2016: Leo-Breuer-Förderpreis, Bonn[26]
- 2015: Arbeitsstipendium der Stiftung Kunstfonds, Bonn[27]
- 2013: Katalogförderung der Stiftung Kunstfonds, Bonn[28]
- 2012: George Maciunas Preis, Wiesbaden[29]
- 1996: Markus Lüpertz Preis, Kunstakademie Düsseldorf
- 1995/96: Scholarship of DAAD, Kunstakademie Düsseldorf
- 1991: State Painting & Sculpture Prize, Ankara
- 1991: Scholarship Austrian Government, Summer Academy Salzburg

## Zitat
„Wir können davon ausgehen, dass der Fluxus Gründer seine helle Freude an der innovativen Verfremdung der Alltagsdinge gehabt hätte.“ René Block, Verleihung des George Maciunas Preises 2012

## Monographien
- Familiar / Asina, Baksi Museum, ISBN 978-605-66341-6-1
- Der Goldene Schnitt, Städtische Galerie Nordhorn, ISBN 978-3-945950-03-6[10]
- Minifesto, Distanz Verlag, ISBN 978-3-95476-205-7[30]
- Prefix & Suffix, Tanas, Berlin, ISBN 978-3-00-044713-6[31]
- Der, Die, Das, Galeria Miejska Arsenal, Poznan, ISBN 978-83-61886-50-1
- Simple Present, Saarländisches Künstlerhaus Saarbrücken, ISBN 978-3-940517-47-0